# Bầu cử Thượng nghị viện Việt Nam Cộng hòa 1973
Bầu cử Thượng nghị viện được tổ chức tại Việt Nam Cộng hòa vào ngày 26 tháng 8 năm 1973. Cuộc bầu cử có tổng cộng bốn danh sách tranh cử, trong đó hai danh sách được bầu và tiếp nhận 15 ghế mỗi danh sách. Mỗi cử tri có hai phiếu bầu. Tỷ lệ cử tri đi bỏ phiếu được báo cáo là 92,7%.

## Kết quả
| Đảng                        | Đảng                        | Phiếu bầu | %     | Ghế |
| --------------------------- | --------------------------- | --------- | ----- | --- |
|                             | Bốn danh sách               |           |       | 30  |
| Tổng cộng                   | Tổng cộng                   |           |       | 30  |
|                             |                             |           |       |     |
| Tổng cộng phiếu bầu         | Tổng cộng phiếu bầu         | 6.544.645 | –     |     |
| Cử tri phiếu bầu đã đăng ký | Cử tri phiếu bầu đã đăng ký | 7.060.027 | 92.70 |     |
| Nguồn: Nohlen et al.        |                             |           |       |     |